# Tito Gobbi
Tito Gobbi (født 24. oktober 1913 i Bassano del Grappa (Italien), død 5. marts 1984 i Rom (Italien) var en italiensk skuespiller og operasanger (baryton). 
Gobbi studerede jura ved universitetet i Padova inden han begyndte sine sangstudier. Debuten som operasanger kom 1935 som Greve Rodolfo i Vincenzo Bellinis Søvngængersken. Debuten på La Scala i Milano fandt sted i 1942, og den første fremtræden på Covent Garden-operaen i London kom 1951, i begge tilfælde i rollen som Belcore i Kærlighedsdrikken af Gaetano Donizetti.
Rom var hjemmebasen for Gobbis arbejde i 1950'erne og 1960'erne, og i sidstnævnte årti begyndte han endda at instruere. I de senere år blev The Lyric Opera of Chicago hans hjemmescene. Han trak sig tilbage fra operascenen i 1979, og publicerede samme år en selvbiografi. Sidenhen grundlagde han Associazione Musicale Tito Gobbi, beregnet på hans musikalske arv.
Gobbi medvirkede i omkring 25 spillefilm, både som sanger og skuespiller. I Franco Zeffirellis opsætning af Giacomo Puccinis Tosca på Covent Garden-operaen 1964, sang han Baron Scarpia sammen med Maria Callas som Tosca, en opførelse som transmitteredes af BBC, og som nu findes bevaret på video og DVD. Denne forestilling regnes blandt Gobbis og Callas' absolut bedste præstationer. Gobbi var i øvrigt ven med og en stor beundrer af Maria Callas.
Med sin hustru Tilda fik han en datter, Cecilia. Gobbi var svoger til den bulgarske bassanger Boris Christoff.